# Charles-Étienne Lepeletier de Beaupré
Pour les articles homonymes, voir Le Peletier, Famille Le Peletier et Beaupré.
Charles-Étienne Lepeletier de Beaupré, seigneur de Pesselières, né le 27 juillet 1702, et mort le 17 avril 1785 à Paris, est un homme politique et juriste français, fils puîné de Louis II Le Peletier de Rosanbo.

## Principales responsabilités
- Conseiller au Parlement à partir du 27 juillet 1722[1].
  - Il y devient maître des requêtes à partir du 11 septembre 1722[1].
- Intendant de la généralité de Châlons de 1739 à 1750[1].
- Conseiller en 1749 puis président du Grand Conseil de 1753 à 1761[1].

## Famille

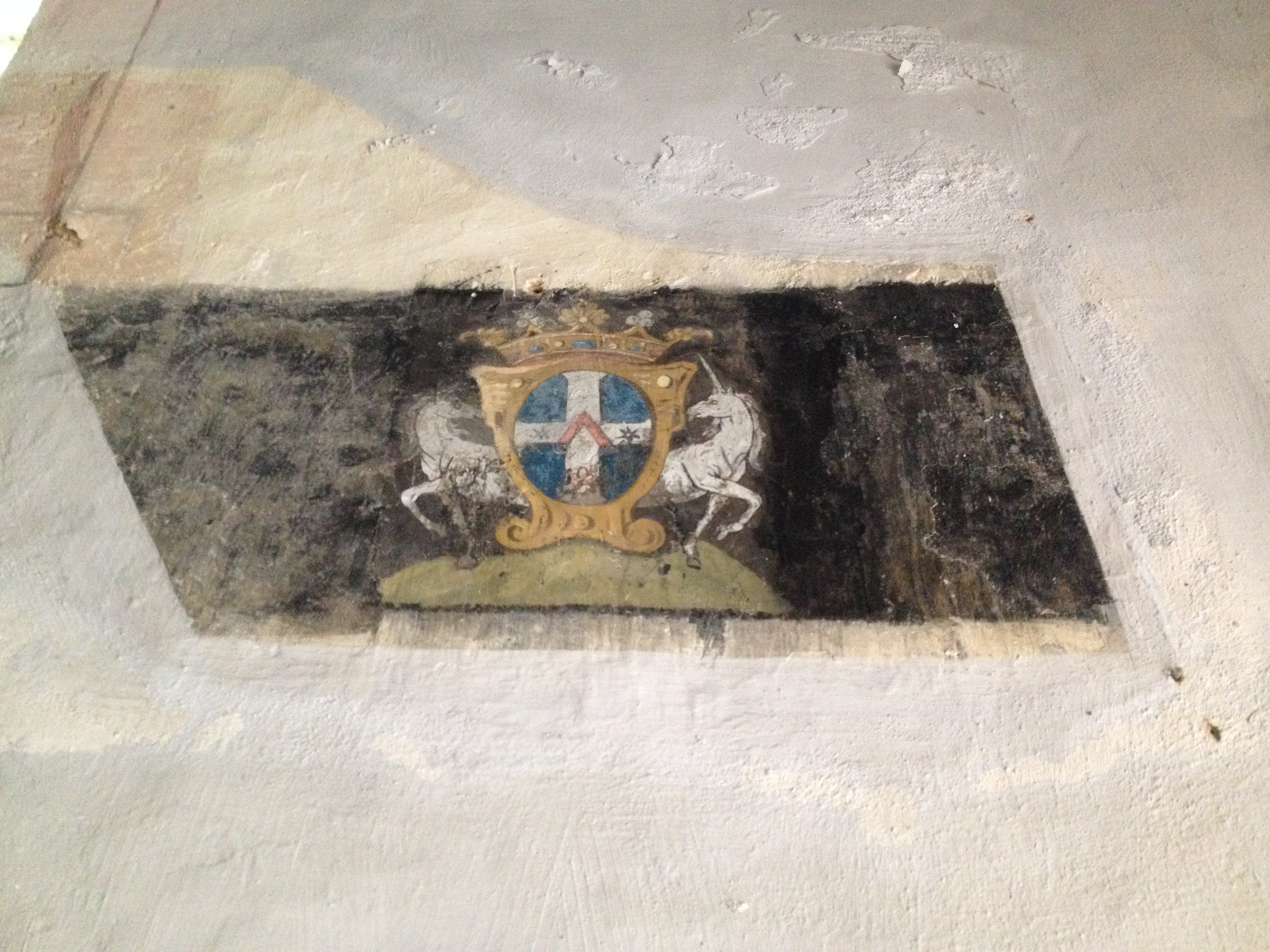
Aperçu de la litre funéraire.

Marié en février 1729 à Marie-Suzanne de Cotte (fille de Jules-Robert et petite-fille de Robert), il est le père (entre autres) de Louise-Suzanne (1737 - 1762) qui épousa Michel-Étienne Lepeletier, baron de Saint-Fargeau (son cousin éloigné). Ces derniers sont les parents de Louis-Michel Lepeletier de Saint-Fargeau.
Une litre funéraire portant les armes de Charles-Étienne Lepeletier de Beaupré et peinte à sa mort en 1785 est visible dans l'église Saint-Pierre-et-Saint-Paul de Sougères-en-Puisaye, commune où se trouve le hameau de Pesselières. Elle est inscrite dans l'Inventaire général du patrimoine culturel.